# Canet d'En Berenguer
Canet d'En Berenguer (em valenciano e oficialmente) ou Canet de Berenguer (em castelhano) é um município da Espanha na província de Valência, Comunidade Valenciana. Tem 3,8 km² de área e em 2021 tinha 6 812 habitantes (densidade: 1 792,6 hab./km²).

## Demografia
| Variação demográfica do município entre 1991 e 2004 | Variação demográfica do município entre 1991 e 2004 | Variação demográfica do município entre 1991 e 2004 | Variação demográfica do município entre 1991 e 2004 |
| --------------------------------------------------- | --------------------------------------------------- | --------------------------------------------------- | --------------------------------------------------- |
| 1991                                                | 1996                                                | 2001                                                | 2004                                                |
| 1538                                                | 1975                                                | 3007                                                | 3669                                                |

## História
A história mais antiga de Canet está unida à de Sagunto. Os primeiros vestígios históricos do povoado são duas lápides romanas com inscrições em latim. A romanização das terras valencianas se consuma com a intervenção de Sertório (87–72 a.C.) Por outro lado, a invasão muçulmana do século VIII levou a uma rápida e intensa islamização da  população, embora persistissem importantes núcleos moçárabes.
A reconquista por Jaime I de Aragão, no século XIII, muda radicalmente o panorama. Cede duas alcarias situadas em Sagunto, a 1 km do mar, aos frades do convento do Puig. Pouco depois, são vendidas a um cavaleiro de Segorbe. Este, por sua vez, torna a vendê-las, em meados do século XIV, a Francisco Berenguer. Segundo o historiador Escolano, sendo senhor D. Valterra Blanes de Berenguer no século XVI, o lugar estava guarnecido por muralhas e havia 45 casas de cristãos-velhos, alojando uma das cinco companhias de cavaleiros que guardavam a costa.
Em 1797, o botânico Cavanilles dá conta da existência de 100 habitantes em Canet de Berenguer, dedicados à produção de seda, azeite,
alfarroba, vinho, trigo e cevada, não existindo cultivos de irrigação. Em 1904, é construído o atual farol, com 30 metros de altura e um alcance de 25 milhas, cuja peculiaridade é estar a 300 m terra adentro, entre laranjais.